# Djimon Hounsou
Djimon Gaston Hounsou (Cotonou, Dahomey, 1964. április 24. –) Oscar-díjra jelölt benini-amerikai színész, táncos és modell. Karrierjét videóklipekkel kezdte.

## Fiatalkora
Hounsou a benini Cotonouban született Albertine és Pierre Hounsou szakács fiaként. Tizenkét éves korában a Franciaországi Lyonba emigrált Edmond nevű testvérével. Nem sokkal Franciaországba érkezése után Hounsou abbahagyta az iskolát és egy időre hajléktalanná vált. A véletlenszerű találkozása egy fotóssal arra ösztönözte, hogy Hounsou bemutatkozzon Thierry Mugler divattervezőnek, aki végül modellt csinált belőle. 1987-ben Hounsou modell lett és Párizsban elindította karrierjét. A modellkedést a színészet követte. 1990-ben az Amerikai Egyesült Államokba költözött.

## Pályafutása
Első megjelenése a képernyőn Janet Jackson 1990-es Love Will Never Do című klipjéhez fűződik. Filmes debütálására a Without You I'm Nothingban került sor, majd feltűnt a Beverly Hills 90210 egy epizódjában, később vendégszerepelt a Vészhelyzet és az Alias epizódjaiban is. Első nagyobb, nevesített filmszerepéhez a Csillagkapu című sci-fiben jutott, 1994-ben, ahol Hóruszt alakította.
A számos kritikai elismerés között Golden Globe-jelölést is kapott Steven Spielberg 1997-es, Amistad című filmjében nyújtott alakításáért, Cinqué-t formálva meg. Következő jelentős szerepe a Gladiátorban volt Jubaként 2000-ben Russell Crowe oldalán. 2004-ben az Amerikában mellékszerepéért Oscar-díjra jelölték, s ezzel az első fekete-afrikai lett, akit felterjesztettek az aranyszoborra. Abban az évben Charlize Theronnal (aki A rém című filmért érdemelt ki elismerést) két afrikai születésű színész is szerepelt a jelöltek listáján.
2006-ban elnyerte a National Board of Review díját legjobb férfi mellékszereplő kategóriában, a Véres gyémántban nyújtott alakításáért. Emellett a Broadcast Film Critics Association, a Screen Actors Guild és az Akadémia is besorolta jelöltjei közé, így második Oscar-jelölését szerezte meg.

## Magánélete
2007-ben kezdett Kimora Lee Simmons modellel randevúzni. 2009-ben megszületett közös gyermekük, egy kisfiú. Hounsou és Simmons 2008 nyarán ellátogattak Hounsou családjának szülővárosába, Beninbe, ahol mindketten részt vettek egy hagyományos elköteleződési ünnepségen. A házaspár hagyományos ruhákat viselt, és a szertartást Hounsou családjának jelenlétében arra használták, hogy megerősítsék: "100%-ban elköteleződjenek egymás iránt". Mindketten hangsúlyozták, az ünnepség nem esküvő volt. Kimora Lee Simmons műsorában, a Kimora: Life in the Fab Lane-ben a férjének volt titulálva. Hounsou és Simmons, akik soha nem voltak házasok, 2012 novemberében az Egyesült Államokban jelentették be kapcsolatuk végét.

## Filmográfia

### Film
| Év   | Magyar cím                                    | Eredeti cím                                | Szerep                  | Magyar hang          | Rendező                  |
| ---- | --------------------------------------------- | ------------------------------------------ | ----------------------- | -------------------- | ------------------------ |
| 1990 |                                               | Without You I'm Nothing                    | ex-barát                |                      | John S. Boskovich        |
| 1992 | Őrjítő vágy                                   | Unlawful Entry                             | fogoly a padon          |                      | Jonathan Kaplan          |
| 1993 | Döntő pillanat                                | Killing Zoe                                | Moïse (hangja)          |                      | Roger Avary              |
| 1994 | Csillagkapu                                   | Stargate                                   | Hórusz                  | eredeti nyelven      | Roland Emmerich          |
| 1997 |                                               | Ill Gotten Gains                           | Fyah                    |                      | Joel B. Marsden          |
| 1997 | Amistad                                       | Amistad                                    | Cinque                  | Bozsó Péter          | Steven Spielberg         |
| 1998 | Kísértethajó                                  | Deep Rising                                | Vivo                    | Bognár Tamás         | Stephen Sommers          |
| 2000 | Gladiátor                                     | Gladiator                                  | Juba                    | Janovics Sándor      | Ridley Scott             |
| 2002 | A tökös, a török, az őr meg a nő              | Le Boulet                                  | Juszuf nyomozó          | Moser Károly         | Alain Berbérian          |
| 2002 | A tökös, a török, az őr meg a nő              | Le Boulet                                  | Juszuf nyomozó          | Bolla Róbert         | Frédéric Forestier       |
| 2002 | A gyávaság tollai                             | The Four Feathers                          | Abou Fatma              | Bolla Róbert         | Shekhar Kapur            |
| 2003 | Vad motorosok                                 | Biker Boyz                                 | Motherland              | Csík Csaba Krisztián | Reggie Rock Bythewood    |
| 2003 | Lara Croft: Tomb Raider 2. – Az élet bölcsője | Lara Croft Tomb Raider: The Cradle of Life | Kosa                    | Bognár Tamás         | Jan De Bont              |
| 2003 | Amerikában                                    | In America                                 | Mateo                   | Kálloy Molnár Péter  | Jim Sheridan             |
| 2004 | Blueberry – A fejvadász                       | Blueberry                                  | Woodhead                | Csík Csaba Krisztián | Jan Kounen               |
| 2005 | Constantine, a démonvadász                    | Constantine                                | Féléj                   | Schneider Zoltán     | Francis Lawrence         |
| 2005 | Szép még lehetsz                              | Beauty Shop                                | Joe                     | Csík Csaba Krisztián | Billie Woodruff          |
| 2005 | A sziget                                      | The Island                                 | Albert Laurent          | Galambos Péter       | Michael Bay              |
| 2006 | Véres gyémánt                                 | Blood Diamond                              | Solomon Vandy           | Galambos Péter       | Edward Zwick             |
| 2006 | Eragon                                        | Eragon                                     | Ajihad                  | Galambos Péter       | Stefen Fangmeier         |
| 2008 | Sose hátrálj meg                              | Never Back Down                            | Jean Roqua              | Welker Gábor         | Jeff Wadlow              |
| 2008 | Sose hátrálj meg                              | Never Back Down                            | Jean Roqua              | Dózsa Zoltán         | Jeff Wadlow              |
| 2009 | Az energia                                    | Push                                       | Henry Carver            | Galambos Péter       | Paul McGuigan            |
| 2010 |                                               | The Tempest                                | Caliban                 | –                    | Julie Taymor             |
| 2011 | Különleges alakulatok                         | Special Forces                             | Kovax                   | Kálid Artúr          | Stéphane Rybojad         |
| 2011 | Fehér elefánt                                 | Elephant White                             | Curtie Church           | Seder Gábor          | Pratja Pinkeo            |
| 2013 | Magassági ámor                                | Baggage Claim                              | Quinton Jamison         | Galambos Péter       | David E. Talbert         |
| 2014 | Így neveld a sárkányodat 2.                   | How to Train Your Dragon 2                 | Drákó Vérdung (hangja)  | Király Attila        | Dean Deblois             |
| 2014 | A galaxis őrzői                               | Guardians of the Galaxy                    | Korath                  | Barabás Kiss Zoltán  | James Gunn               |
| 2014 | A hetedik fiú                                 | The Seventh Son                            | Radu                    | Király Attila        | Sergey Bodrov            |
| 2015 | Halálos iramban 7.                            | Fast & Furious 7                           | Mose Jakande            | Faragó András        | James Wan (1.)           |
| 2015 |                                               | The Vatican Tapes                          | Vicar Imani             |                      | Mark Neveldine           |
| 2015 | Légszomj                                      | Air                                        | Cartwright              | Galambos Péter       | Christian Cantamessa     |
| 2016 | Tarzan legendája                              | The Legend of Tarzan                       | Mbonga fővezér          | Debreczeny Csaba     | David Yates              |
| 2017 | Ugyanúgy más, mint én                         | Same Kind of Different as Me               | Denver Moore            | Király Attila        | Michael Carney           |
| 2017 | Ugyanúgy más, mint én                         | Same Kind of Different as Me               | Denver Moore            | Petridisz Hrisztosz  | Michael Carney           |
| 2017 | Arthur király – A kard legendája              | King Arthur – Legend of the Sword          | Bedivere                | Király Attila        | Guy Ritchie              |
| 2018 | Aquaman                                       | Aquaman                                    | Ricou, a halászkirály   | Honti Molnár Gábor   | James Wan (2.)           |
| 2019 | Vihar előtt                                   | Serenity                                   | Duke                    | Galambos Péter       | Steven Knight            |
| 2019 | Marvel Kapitány                               | Captain Marvel                             | Korath                  | Barabás Kiss Zoltán  | Anna Boden és Ryan Fleck |
| 2019 | Shazam!                                       | Shazam!                                    | Shazam / Varázsló       | Szabó Győző          | David F. Sandberg (1.)   |
| 2019 | Charlie angyalai                              | Charlie's Angels                           | Edgar „Bosley” Dessange | Debreczeny Csaba     | Elizabeth Banks          |
| 2020 | Hang nélkül 2.                                | A Quiet Place: Part II                     | Férfi a szigeten        | Kőrösi András        | John Krasinski           |
| 2021 | King’s Man: A kezdetek                        | The King’s Man                             | Shola                   | Barabás Kiss Zoltán  | Matthew Vaughn           |
| 2022 | Tomboló blöki                                 | Paws of Fury: The Legend of Hank           | Szumó (hangja)          | Rékasi Károly        | Rob Minkoff              |
| 2022 | Tomboló blöki                                 | Paws of Fury: The Legend of Hank           | Szumó (hangja)          | Rékasi Károly        | Mark Koetsier            |
| 2022 | Black Adam                                    | Black Adam                                 | Shazam / Varázsló       | Szabó Győző          | Jaume Collet-Serra       |
| 2023 | Shazam! Az istenek haragja                    | Shazam! Fury of the Gods                   | Shazam / Varázsló       | Szabó Győző          | David F. Sandberg (2.)   |
| 2023 | Gran Turismo                                  | Gran Turismo                               | Steve Mardenborough     | Bognár Tamás         | Neill Blomkamp           |
| 2023 | Rebel Moon – 1. rész: A tűz gyermeke          | Rebel Moon – Part One: A Child of Fire     | Titus tábornok          | Galambos Péter       | Zack Snyder (1.)         |
| 2024 | Rebel Moon – 2. rész: A sebejtő               | Rebel Moon – Part Two: The Scargiver       | Titus tábornok          | Galambos Péter       | Zack Snyder (2.)         |
| 2024 | Hang nélkül: Első nap                         | A Quiet Place: Day One                     | Henri                   | Kőrösi András        | Michael Sarnoski         |

### Televízió

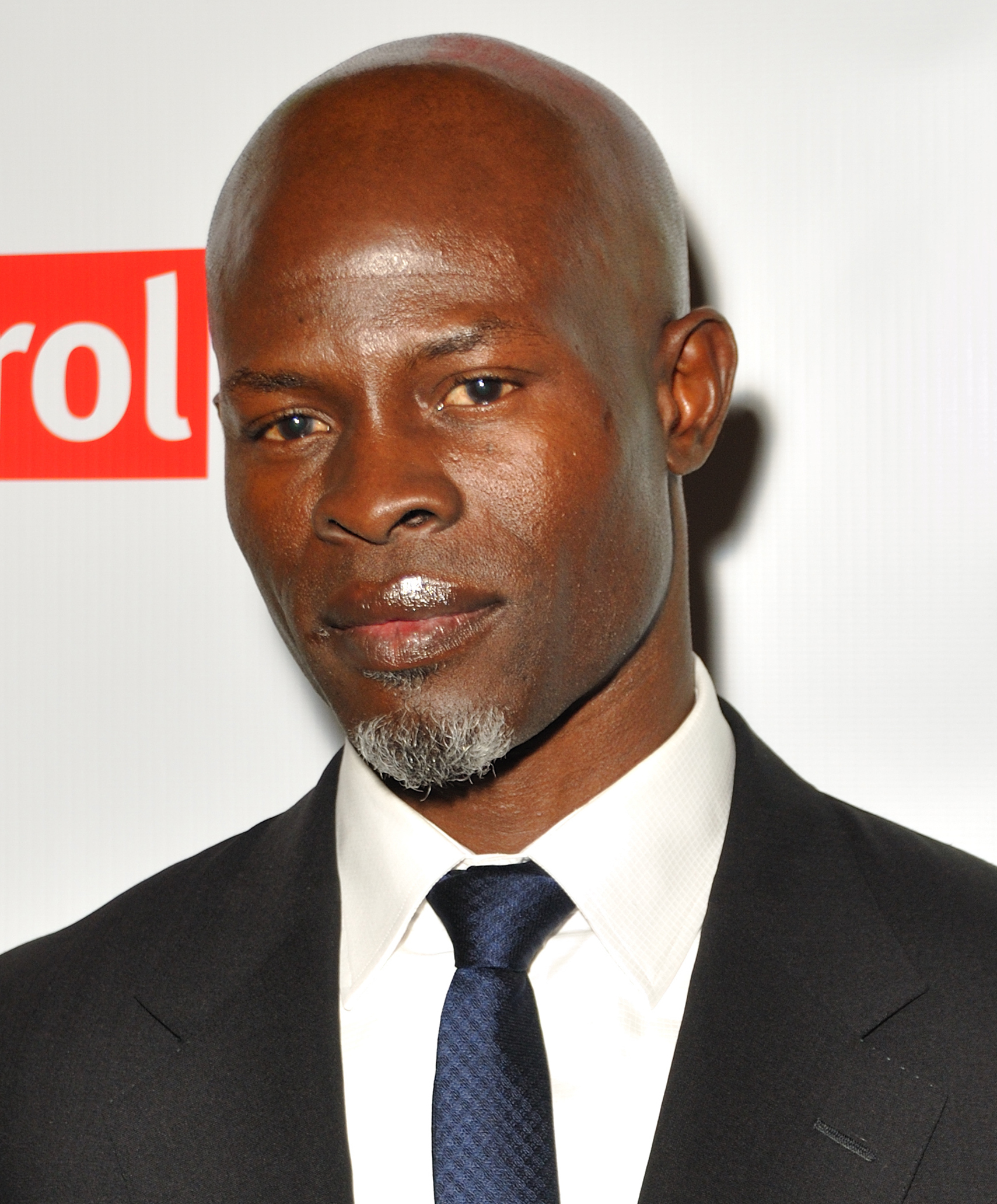
A Final DipCon nyitányán

| Év        | Magyar cím          | Eredeti cím                 | Szerep                            | Megjegyzések                                      |
| --------- | ------------------- | --------------------------- | --------------------------------- | ------------------------------------------------- |
| 1990      | Beverly Hills 90210 | Beverly Hills, 90210        | ajtónálló                         | - 1 epizód - magyar hangja: - Fesztbaum Béla      |
| 1999      | Vészhelyzet         | ER                          | Mobalage Ikabo                    | 6 epizód                                          |
| 2000      | A Thornberry család | The Wild Thornberrys        | falusi (hangja)                   | 1 epizód                                          |
| 2001      |                     | Soul Food                   | Victor Onuka                      | 1 epizód                                          |
| 2003–2004 | Alias               | Alias                       | Kazari Bomani                     | 3 epizód                                          |
| 2010      |                     | Black Panther               | T'Challa / Fekete Párduc (hangja) | 6 epizód                                          |
| 2016      |                     | Wayward Pines               | CJ Mitchum                        | 8 epizód                                          |
| 2018      | Sárkányok           | DreamWorks Dragons          | Drago Bludvist (hangja)           | 1 epizód                                          |
| 2019      |                     | The Longest Day in Chang'an | Master Ge                         | 1 epizód                                          |
| 2021      | Legyőzhetetlen      | Invincible                  | marsi uralkodó (hangja)           | 1 epizód                                          |
| 2021      | Mi lenne, ha…?      | What If...?                 | Korath (hangja)                   | - 1 epizód - magyar hangja: - Barabás Kiss Zoltán |

### Videójátékok
| Év   | Cím      | Szerep            | Megjegyzés             |
| ---- | -------- | ----------------- | ---------------------- |
| 2020 | NBA 2K21 | Henry Bishop edző | hang és motion capture |

## Díjai
- Black Reel Awards
  - 2004. legjobb férfi mellékszereplő (Amerikában)
- Image Awards
  - 1998. legjobb férfi főszereplő (Amistad)
- Independent Spirit Awards
  - 2004. legjobb férfi mellékszereplő (Amerikában)
- Las Vegas Film Critics Society Awards
  - 2006. legjobb férfi mellékszereplő (Véres gyémánt)
- National Board of Review, USA
  - 2006. legjobb férfi mellékszereplő (Véres gyémánt)
- San Diego Film Critics Society Awards
  - 2003. legjobb férfi mellékszereplő (Amerikában)
- Satellite Awards
  - 2004. legjobb férfi mellékszereplő, dráma (Amerikában)
- Washington DC Area Film Critics Association Awards
  - 2006. legjobb férfi mellékszereplő (Véres gyémánt)